# San Martín de los Andes
San Martín de los Andes is een plaats in het Argentijnse bestuurlijke gebied Lácar in de provincie Neuquén. De plaats telt 22.432 inwoners.